# Slættafelli
Slættafelli är en bergstopp i Färöarna (Kungariket Danmark).   Den ligger i sýslan Eysturoya sýsla, i den nordöstra delen av landet, 16 km norr om huvudstaden Tórshavn. Toppen på Slættafelli är 380 meter över havet. Slættafelli ligger på ön Eysturoy.
Terrängen runt Slættafelli är kuperad. Havet är nära Slættafelli söderut. Runt Slættafelli är det ganska glesbefolkat, med 36 invånare per kvadratkilometer. Närmaste större samhälle är Klaksvík, 14,9 km nordost om Slættafelli. Trakten runt Slættafelli består i huvudsak av gräsmarker.